# هجوم المحمرة 1827
هجوم المحمرة هو هجوم على مدينة المحمرة جرى في الفترة من رمضان 1242 - صفر 1243هـ / 1827م، وقام به الشيخ عجيل بن محمد السعدون في مهاجمة عاصمة الشيخ غيث الكعبي انتقاما لإيوائه أبناء الشيخ حمود بن ثامر السعدون وهما ماجد وفيصل. وحاول فيها مرتين الهجوم على المدينة، إلا أنه فشل. وفي النهاية تصالح الشيخ غيث الكعبي مع داود باشا والي بغداد الذي أمر بإنهاء الحصار في رمضان 1243هـ / مارس 1828م.

## البداية
أمر والي بغداد بعزل الشيخ حمود الثامر عن مشيخة قبيلة المنتفق وتولية ابن أخيه عجيل بن محمد السعدون مكانه سنة 1826م، فثار الشيخ حمود وأرسل ابنيه لحصار البصرة، ولكنه فشل فهرب إلى الكويت ثم عاد إلى بادية البصرة فقبض عليه عجيل وأرسله إلى الوالي حيث سجنه عنده، أما ابني حمود وهما ماجد وفيصل فقد هربا إلى المحمرة لاجئين عند الشيخ غيث الكعبي أمير إمارة بني كعب. فعزم عجيل على مهاجمة المحمرة، حيث جمع جيشًا من ربيعة وأهالي الجزائر والبومحمد وأهالي المجر وبعض النجديين، فبلغ العدد ألفين فارس و20 ألف راجل وزودهم بالسلاح والعتاد وسار بهم لمهاجمة المحمرة، وقد تسلم «عزيز آغا» متسلم البصرة قيادة الحملة وساعده عجيل في قيادة الجيش.

## الهجوم

### الهجوم الأول
لما قاربت تلك الجيوش من المحمرة ضربوا خيامهم في محل يسمى الدربند، وقاموا بتنسيق الخطط لاحتلال المحمرة، فقسموا جيوشهم إلى ثلاث جبهات: الجبهة الشمالية بقيادة الشيخ عجيل، والجبهة الوسطى بقيادة متسلم البصرة والتي تحوي الجيوش النظامية والمدفعية على أن تكون مقدمة الهجوم لأهل الجزاير، أما الجبهة الجنوبية فكانت بقيادة أمير الزبير «علي الزهير». وبقيت تلك الجيوش مرابطة في الدربند أربعة أيام تتهيأ للهجوم، وفي اليوم الخامس الموافق أحد أيام شهر رمضان 1242هـ /أبريل 1827م شرعوا بالهجوم على المحمرة، حيث دارت بينهم حرب دامية استمرت عدة ساعات في ضواحي المحمرة، اسفرت عن انتصار القوات الكعبية المدافعة عن المدينة وهزيمة جيش المنتفق واندحاره إلى البصرة بعد أن تكبد خسائر فادحة بالأرواح والأموال.

### الهجوم الثاني
بعد فشل الهجوم الأول، أخذ متسلم البصرة والشيخ عجيل يجمعون شتات جيشهم المنهزم للاستعداد لهجوم آخر على المحمرة، فجمعوا من بغداد وماردين وديار بكر ومن العشائر التي تخضع لنفوذهم، ثم توجهوا بها إلى المحمرة، ونزلوا بالمحل المدعو «نهر بو جذيع». وكتب عزيز آغا إلى جابر الصباح طالبًا منه القدوم لنصرته، فتقدم الأخير بإسطوله ورست سفنه في الهارثة مقابل البريم استعدادًا للهجوم المنتظر. ولما علم المتسلم بوصول سفن الأسطول الكويتي أرسل فرقة من جنوده مع بعض السفن لترابط في كوت الزين، وترك فرقة في أبو جذيع، وأرسل ثالثة غلى الدربند، وأمر رابعة بالتوجه إلى الموصلاوي، وخامسة إلى كوت قمنة ومهمتها الالتحاق بالجنود المرابطين في الدربند عند الحاجة.
أما بنو كعب فقد كانوا مستعدين لتلك الحرب الاستعدادات اللازمة، فدار قتال عنيف في 24 صفر 1243هـ / 15 سبتمبر 1827م في منطقة تابعة للمحمرة يقال لها البريم، وانتهت المعركة أيضا باندحار قوات الشيخ عجيل وعزيز آغا وانسحابها ملتحقة بالقوات المرابطة في أبو جذيع، ثم انسحبت جميع الفرق وتشتت وبلغت خسارتها في تلك المعركة 150 أسيرًا عدا القتلى، و 150 رأسًا من الخيل و400 زورق محملة بأكياس الرز والشعير والسمن وبعض السفن وكثيرًا من الأسلحة والعتاد.

### معركة جابر الصباح
تصادم الشيخ جابر الصباح ورجاله مع الكعبيين في البريم، وقد تكبد في بداية الصدام عدد من رجاله بلغ 20 قتيلا والعديد من الجرحى، فعزم على ترك المعركة إلى فرصة مناسبة. غير أن أحد رجاله قد أخذه الحماس فنزل من سفينته عاضًا سيفه بأسنانه واتجه نحو الكعبيين، وقبل أن يبتعد شاهده أصحابه فنادوه (سالم. . . سالم) حيث كان إسمه. وعندما سمع من في بقية السفن هذا النداء هبوا جميعًا للقتال ودارت المعركة مرة أخرى بين الطرفين انتهت بسيطرة الكويتيين على قرية البريم وأخرجوا الكعبيين منها، واضطروهم للالتحاق ببقية جيوش كعب في المحمرة، واخذوا جميع التمور التي كانت موجودة ونقلوها إلى سفنهم. ومن ثم التحق الكويتيون بالقوات التي تمكن عزيز آغا وعجيل السعدون من جمعها، ورابطوا أمام المحمرة في قرية أم الجريذية، وصاروا يقذفون حصون كعب بنيران مدافعهم حتى تمكنوا من الاستيلاء على أحد حصونها في أم الخصاصيف، وكان ذلك في شهر ربيع الأول 1243هـ / سبتمبر 1827م، وقد كان الشيخ جابر قد اتخذ له ولاتباعه حصنًا في أم الجبابي قريبًا من سفنه التي كانت راسية مقابل أم الرصاص.

## الصلح وانهاء المعركة
مع استمرار الحرب وطول الحصار رأى الشيخ غيث أن ينهي ذلك، فأوفد وفدًا إلى بغداد لمقابلة الوالي داود باشا ليفاوضه بالصلح وانهاء القتال. فسار الوفد برئاسة الشيخ خلف بن يوسف عن طريق (الحويزة-العمارة-بغداد) وفاوض داود باشا الذي لم يمانع من انهاء الحرب. وفي شهر رمضان 1243هـ / 1828م أوعز الوالي إلى قاسم باشا متصرف الحلة بالذهاب برفقة الوفد الكعبي إلى الفلاحية لمقابلة الشيخ غيث وزوده بخلعة هدية إليه. وبعد وصول قاسم باشا جرى عقد الصلح، وأعيدت جميع المدافع والأسلحة التي كانت استولت عليها كعب إلى رسول والي بغداد، وانتهت الحرب وهدمت جميع الحصون المتخذة في أم الخصاصيف وأم الجبابي، وانسحبت جميع الجيوش إلى بلادها، وكان ذلك يوم 15 رمضان 1243هـ / 30 مارس 1828م.

## الملاحظات
1. ↑  أم الخصاصيف وأم الجبابي وأم الرصاص: هي جزر من ضمن الجزر التي تقع في وسط شط العرب وتحتوي على بساتين ومزارع رز.[12]